# Palacio Mozzi
El palacio Mozzi o palazzo dei Mozzi fue el palacio construido por la familia Mozzi entre 1260 y 1273 como una fortificación para el Ponte alle Grazie.
En los siglos XIII y XIV algunas eminencias que visitaron el palacio fueron el papa Gregorio X, Roberto I de Nápoles y el duque de Atenas. Esto se pudo deber a su ubicación protectora, ya que se encontraba a las afueras del centro de la ciudad, en la Porta San Niccolo.
El interior contiene elementos arquitectónicas que incluye portones de varias estructuras del siglo XIX del Renacimiento de la ciudad. El Estado de Italia actualmente es el dueño del palacio.
En el siglo XVI un trozo del terreno fue comprado bajo el palacio, y fue usado para la plantación de olivos, pero fue transformado en el siglo XIX en el Giardino Bardini, cuando el palacio fue comprado por Stefano Bardini.